# Lesch–Nyhan-szindróma
A Lesch–Nyhan-szindróma (LNS), más néven Nyhan-szindróma vagy Kelley–Seegmiller-szindróma, egy ritka, öröklődő enzimdefektus.
Az X-kromoszómán lévő hipoxantin-guanin-foszforibozil-transzferáz enzim (HGPRT) mutációja. LNS-gyakoriság: 1/380 000 születés.
Michael Lesch orvostanhallgató és mentora, William Nyhan gyerekgyógyász fedezte fel ezt a betegséget. A felfedezésüket 1964-ben publikálták.
A HGPRT hiánya magas húgysavszintet okoz minden testfolyadékban. Ennek eredményeképpen hyperuriceamia és hyperuricosuria alakul ki, amely kapcsolatban áll a veseproblémákkal, és komoly köszvény alakulhat ki. Neurológiailag fellép az értelmi fogyatékosság és az nehézkes izommozgatás. Ezek a tünetek a születést követő első évben megjelennek. Kétéves kortól kezdve pedig megjelenik a lehető legmorbidabb tünet: az öncsonkítás, amely főleg az ajkakat és az ujjperceket érinti. További neurológiai tünetek hasonlóságot mutatnak a Huntington-kórral (folyamatos grimaszolás, kontroll nélküli kéz- és lábmozgás). Ezen tünetek etiológiája továbbra is ismeretlen.
A HGPRT-hiány miatt csökkent B12-vitamin van jelen van, így megaloblastos anémia alakul ki.